# أيكوت أكغون
ايكوت أكغون (بالتركية: Aykut Akgün) هو لاعب كرة قدم ألماني وتركي في مركز الوسط، ولد في 18 سبتمبر 1987 في طرابزون في تركيا. شارك مع منتخب تركيا تحت 20 سنة لكرة القدم. أما مع النوادي، فقد لعب مع أضنة دمير سبور وتشايكور ريزه سبور وطرابزون سبور وغيرسون سبور وكارسياكا ونادي كارديمير كارابوك سبور ونادي كارلسروه.

## وصلات خارجية
- أيكوت أكغون على موقع الاتحاد الأوربي (الإنجليزية)
- أيكوت أكغون على موقع اتحاد تركيا (لاعب) (الإنجليزية)
- أيكوت أكغون على موقع قاعدة بيانات كرة القدم.إي يو (الإنجليزية)
- أيكوت أكغون على موقع Soccerway.com (الإنجليزية)
- أيكوت أكغون على موقع عالم كرة القدم.نت (الإنجليزية)
- أيكوت أكغون على موقع AS.com (الإسبانية)